# The Border (Fernsehserie)
The Border ist eine kanadische Dramaserie des Senders CBC Television. Ihre Erstausstrahlung in Kanada erfolgte ab 7. Januar 2008. In Deutschland war die erste Staffel der Serie seit 14. Mai 2009 auf beim Sender AXN zu sehen.

## Inhalt
Die in Toronto angesiedelte Serie, dreht sich um die Einheit des fiktionalen ICS (Immigration and Customs Security), einer Behörde zum Schutz der amerikanisch-kanadischen Grenze, im Zuge von Terrorismus-Bekämpfung sowie der Verhinderung von Warenschmuggel.

## Besetzung und Synchronisation
Die deutschsprachige Synchronisation der Serie erfolgte bei der Berliner Synchron AG Wenzel Lüdecke unter Dialogbuch und Dialogregie von Joachim Kunzendorf.
| Schauspieler       | Charakter         | Synchronsprecher   |
| ------------------ | ----------------- | ------------------ |
| James McGowan      | Mike Kessler      | Oliver Siebeck     |
| Catherine Disher   | Maggie Norton     | Katja Nottke       |
| Graham Abbey       | Gray Jackson      | Sascha Rotermund   |
| Nazneen Contractor | Layla Hourani     | Anna Carlsson      |
| Mark Wilson        | Al Lepinsky       | Axel Lutter        |
| Jim Codrington     | Darnell Williams  | Jan-David Rönfeldt |
| Jonas Chernick     | Heironymous Slade | Julien Haggège     |
| Athena Karkanis    | Khalida Massi     |                    |
| Sofia Milos        | Bianca LaGarda    |                    |
| Grace Park         | Liz Carver        |                    |
| R.J. Parrish       | Seth              | Steffan Drotleff   |

## Veröffentlichung auf DVD
Alle 3 Staffeln der Serie, wurden im deutschsprachigen Raum auf DVD veröffentlicht.
- Staffel 1 erschien am 15. November 2013[3]
- Staffel 2 erschien am 21. Februar 2014[4]
- Staffel 3 erschien am 11. Juli 2014[5]